# Dětmarovice
Dětmarovice (en polonais : Dziećmorowice ; en allemand : Dittmarsdorf ) est une commune du district de Karviná, dans la région de Moravie-Silésie, en Tchéquie. Sa population s'élevait à 4 307 habitants en 2021.

## Géographie
Dětmarovice est arrosée par la rivière Olše, un affluent de l'Oder, et se trouve près de la frontière avec la Pologne, à 4 km au nord-est d'Orlová, à 8 km au nord-ouest de Karviná, à 17 km au nord-est d'Ostrava et à 289 km à l'est de Prague.
La commune est limitée par la rivière Olše et la Pologne au nord, par Petrovice u Karviné et Karviná à l'est, par Doubrava au sud et par Orlová et Dolní Lutyně à l'ouest.

## Histoire
La première mention écrite de la localité date de 1305.

## Administration
La commune se compose de deux quartiers :
- Dětmarovice ;
- Koukolná.

## Économie
Une importante centrale thermique a été construite dans le village entre 1971 et 1976. C'est la seule grande centrale thermique du pays à brûler du charbon bitumineux. Depuis 1998, un filtre réduit la pollution de l'air. La capacité installée de la centrale est de 800 MW et elle produit annuellement quelque 3 TWh d'électricité. Cette centrale appartient au groupe ČEZ. Elle n'est toutefois utilisée que sporadiquement pour la production d'électricité. Sa principale utilisation est désormais la production de chaleur, qui alimente principalement les villes d'Orlová et de Bohumín.

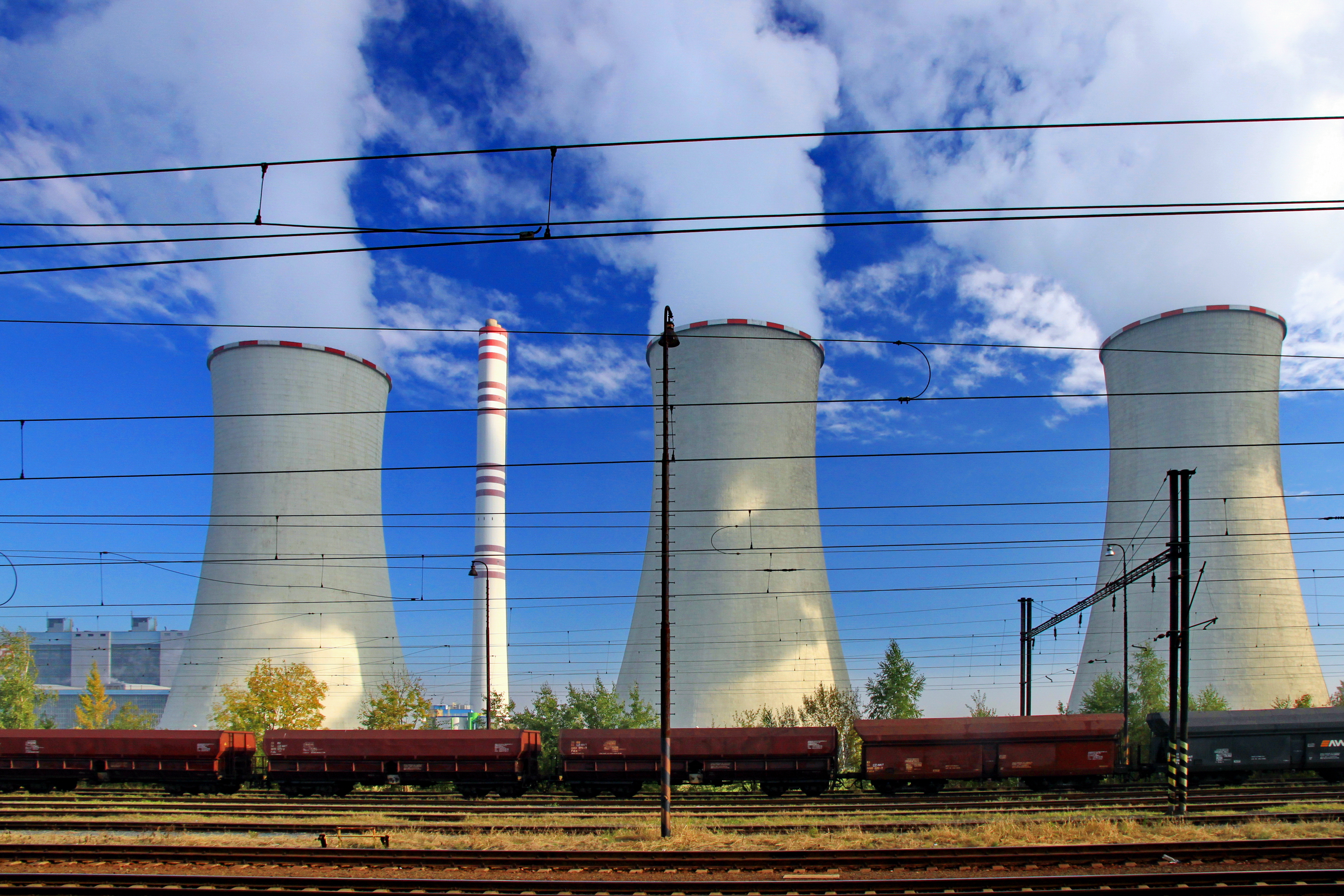
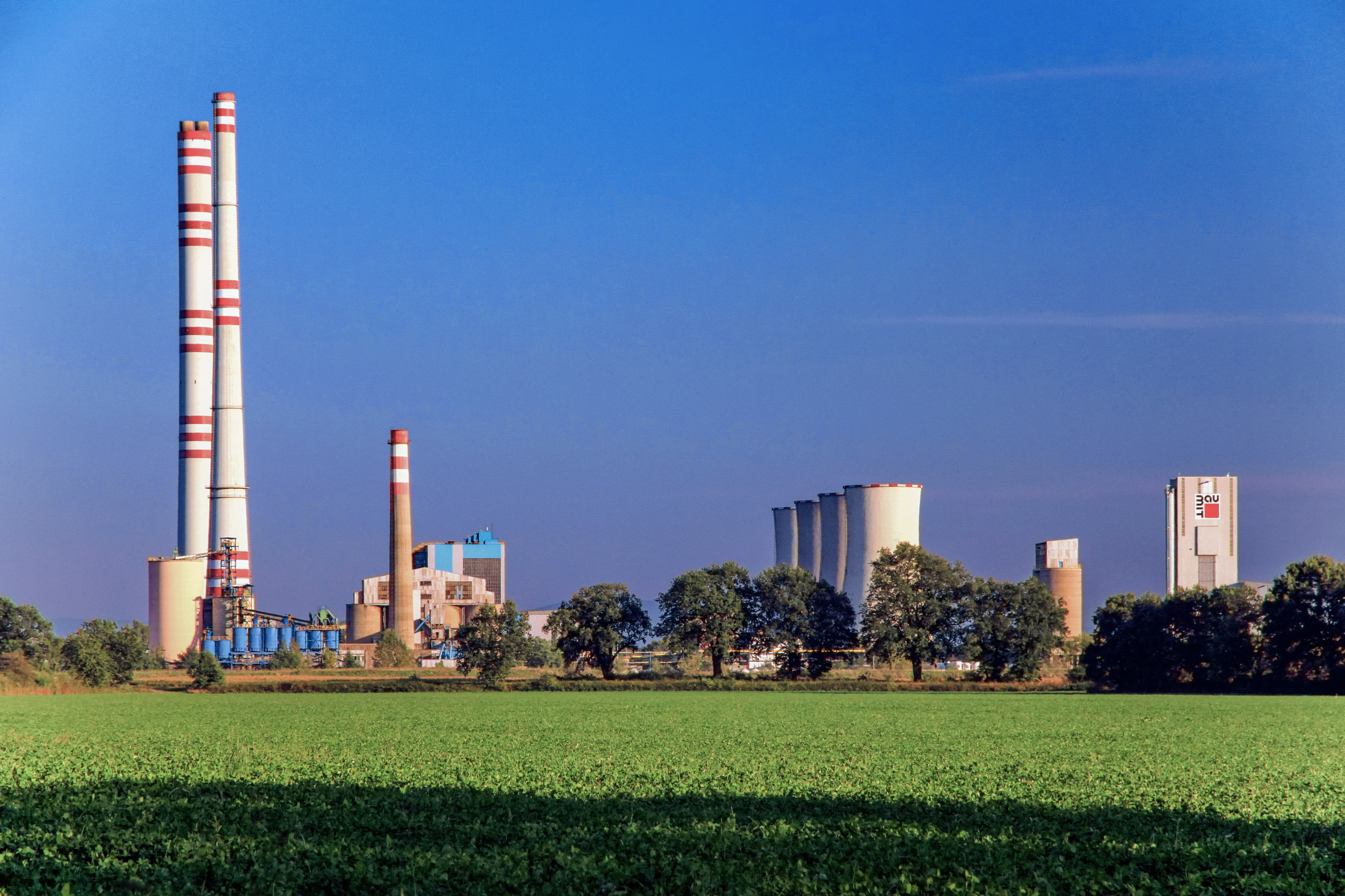

## Transports
Par la route, Dětmarovice se trouve à 8 km de Karviná, à 18 km d'Ostrava et à 375 km de Prague.